# Леони, Ламберто
Ламбе́рто Лео́ни (итал. Lamberto Leoni; род. 24 мая 1953, Арджента) — итальянский автогонщик, участник чемпионата мира по автогонкам в классе Формула-1.

## Биография
В начале 1970-х годов был чемпионом «Формулы-Италия», в 1975-77 годах стартовал в чемпионате Европы Формулы-2, одержал победу на этапе в Мизано в 1977 году. В том же 1977 году пытался пробиться на старт Гран-при Италии чемпионата мира «Формулы-1» за рулём автомобиля «Surtees», но не прошёл квалификацию. В начале 1978 года стартовал в «Формуле-1» в команде Ensign, но в первых четырёх Гран-при чемпионата лишь дважды пробился на старт и лишь один раз участвовал в гонке (на Гран-при Бразилии Леони прошёл квалификацию, но машина вышла из строя перед стартом гонки). После Гран-при США-Запад руководство команды заменило его на Жаки Икса, и Леони вернулся в «Формулу-2», в которой выступал до 1986 года и прекратил гоночную карьеру после тяжёлой аварии на Остеррайхринге. С 1987 года руководил собственной гоночной командой «FIRST Racing», участвовавшей в международном чемпионате Формулы-3000 и был менеджером гонщика «Формулы-1» Марко Апичеллы.

## Результаты выступлений в Формуле-1
| Легенда к таблице |                                                                    |
| --- | ------------------------------------------------------------------ |
| В таблице перечислены результаты всех Гран-при Формулы-1, в которых принимал участие гонщик. Строками таблицы являются сезоны, столбцами — этапы чемпионата мира. В каждой клетке указаны сокращённое название этапа и результат, дополнительно обозначенный цветом. Расшифровка обозначений и цветов представлена в нижеследующей таблице. |                                                                    |
| \| Пример \| Описание \| \| ------------ \| ------------------------------------------------------------------ \| \| 1 \| Победитель \| \| 2 \| Второе место \| \| 3 \| Третье место \| \| 5 \| Финишировал, заработав очки \| \| Сход \| Не финишировал, но при этом заработал очки \| \| 12 \| Финишировал, не получив очков \| \| НКЛ \| Финишировал, но не попал в финальную классификацию \| \| 15 \| Участвовал вне зачёта, либо по отдельной классификации \| \| 18 \| Не финишировал, но попал в финальную классификацию \| \| Сход \| Не финишировал \| \| НКВ \| Не прошёл квалификацию \| \| НПКВ \| Не прошёл предквалификацию \| \| ДСК \| Дисквалифицирован \| \| ИСК \| Исключён из протокола соревнований \| \| ТТ \| Заявлен для участия только в тренировках \| \| НС \| Участвовал в квалификации, но не стартовал в гонке \| \| Т \| Травмирован или болен \| \| ОТК \| Отказ от участия \| \| НТР \| Прибыл на соревнования, но на трассу не выезжал \| \| НПР \| Был заявлен в числе участников, но не прибыл к началу соревнований \| \| О \| Соревнования отменены \| \| \| Не участвовал \| \| Поул-позиция \| \| \| Быстрый круг \| \| |                                                                    |
| Пример | Описание                                                           |
| 1 | Победитель                                                         |
| 2 | Второе место                                                       |
| 3 | Третье место                                                       |
| 5 | Финишировал, заработав очки                                        |
| Сход | Не финишировал, но при этом заработал очки                         |
| 12 | Финишировал, не получив очков                                      |
| НКЛ | Финишировал, но не попал в финальную классификацию                 |
| 15 | Участвовал вне зачёта, либо по отдельной классификации             |
| 18 | Не финишировал, но попал в финальную классификацию                 |
| Сход | Не финишировал                                                     |
| НКВ | Не прошёл квалификацию                                             |
| НПКВ | Не прошёл предквалификацию                                         |
| ДСК | Дисквалифицирован                                                  |
| ИСК | Исключён из протокола соревнований                                 |
| ТТ | Заявлен для участия только в тренировках                           |
| НС | Участвовал в квалификации, но не стартовал в гонке                 |
| Т | Травмирован или болен                                              |
| ОТК | Отказ от участия                                                   |
| НТР | Прибыл на соревнования, но на трассу не выезжал                    |
| НПР | Был заявлен в числе участников, но не прибыл к началу соревнований |
| О | Соревнования отменены                                              |
| | Не участвовал                                                      |
| Поул-позиция |                                                                    |
| Быстрый круг |                                                                    |

| Сезон | Команда | Шасси        | Двигатель | Ш | 1        | 2      | 3       | 4       | 5   | 6   | 7   | 8   | 9   | 10  | 11  | 12  | 13  | 14      | 15  | 16  | 17  | Место | Очки |
| ----- | ------- | ------------ | --------- | - | -------- | ------ | ------- | ------- | --- | --- | --- | --- | --- | --- | --- | --- | --- | ------- | --- | --- | --- | ----- | ---- |
| 1977  | Surtees | Surtees TS19 | Cosworth  | G | АРГ      | БРА    | ЮАР     | СШЗ     | ИСП | МОН | БЕЛ | ШВЕ | ФРА | ВЕЛ | ГЕР | АВТ | НИД | ИТА НКВ | США | КАН | ЯПО | -     | 0    |
| 1978  | Ensign  | Ensign N177  | Cosworth  | G | АРГ Сход | БРА НС | ЮАР НКВ | СШЗ НКВ | МОН | БЕЛ | ИСП | ШВЕ | ФРА | ВЕЛ | ГЕР | АВТ | НИД | ИТА     | США | КАН |     | -     | 0    |